# Rüppurrer Tor

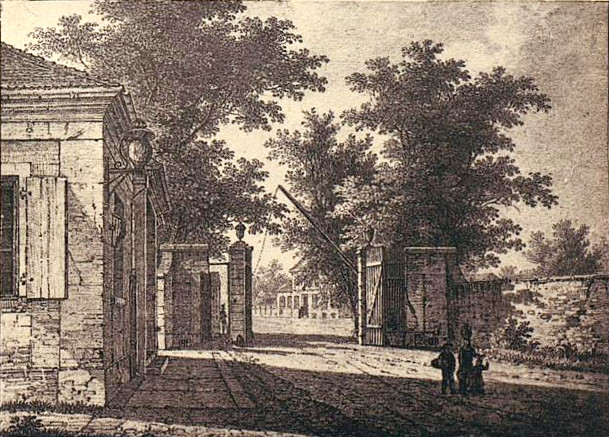
Das Rüppurrer Tor

Das Rüppurrer Tor war eines von ehemals sechs Stadttoren von Karlsruhe, benannt nach dem heutigen Stadtteil Rüppurr. An der Stelle befindet sich heute eine Straßenbahnhaltestelle unter demselben Namen sowie der Mendelssohnplatz. In der  Karlsruher Oststadt steht ein denkmalgeschützter Nachbau des Tors aus dem Jahr 1885.

## Geschichte
Das Rüppurrer Tor, zunächst erbaut aus Holz, entstand im Zuge der Anlegung der Stadt. Es bestand aus einem Gitterbogen und zwei Wachhäuschen.
1723 wurde der erste jüdische Friedhof Karlsruhes am Rüppurrer Tor angelegt, bald darauf befand sich dort außerdem eine Ziegelei. Im Jahr 1737 war das ursprüngliche Tor einschließlich der Wachthäuser und Schlagbäume bereits verfault.
Von 1747 bis 1808 befand sich vor dem Rüppurrer Tor ein jüdisches Siechen- und Armenhaus, 1834 wurde ein israelitisches Hospital in der Umgebung eröffnet. Im Jahr 1838 entstand nach den Plänen von Heinrich Hübsch am Tor das Landesgestüt.
1853 wurde das Rüppurrer Tor unter dem Namen Friedrichstor komplett neu aufgebaut. Um die Verkehrssituation am 1843 eröffneten alten Karlsruher Hauptbahnhof zu verbessern, wurde 1885 ein Fußgängertunnel am Tor angelegt.
An der Stelle des Tors befindet sich seit 1897 der Mendelssohnplatz. Zwischen 1933 und 1960 trug er den Namen „Rüppurrer-Tor-Platz“.

## Sonstiges
Insgesamt gab es fünf weitere Stadttore in Karlsruhe.   
- Durlacher Tor
- Linkenheimer Tor
- Karlstor
- Ettlinger Tor
- Mühlburger Tor

Keines der ehemaligen Stadttore besteht heute noch. Einzelne Teile der ehemaligen Tore sind in andere Gebäude integriert worden.